# Аджей, Дэниел
Дэниел Йо Аджей (англ. Daniel Yaw Agyei (Adjei); род. 10 ноября 1989, Дансоман, Большая Аккра) — ганский футболист, вратарь.

## Карьера
Дэниел Аджей начал карьеру в молодёжной команде «Би. Ти. Интернешинл», откуда в январе 2007 года перешёл в «Либерти Профешионалс». С этим клубом он дошёл до финала на Кубке Готия в Швеции. После турнира Аджей был взят в основной состав «Либерти», вытеснив из состава опытных вратарей команды. В 2009 году Аджей в составе «Либерти» дошёл до третьего тура чемпионата Западной Африки.

## Международная карьера
Аджей начал международную карьеру с выступления в составе молодёжной сборной Ганы на молодёжном первенстве Африки 2009 года. В том же году он участвовал на чемпионате мира среди молодёжных команд, где Гана стала сильнейшей сборной в мире. Сам Аджей провёл на турнире все 7 игр, а в финале с Бразилией отбил 3 мяча в послематчевой серии пенальти.
В ноябре 2009 года Аджей впервые был вызван в состав первой сборной Ганы на матч с Мали. 5 мая 2010 года Аджей сыграл свою первую игру за национальную команду с Латвией, в этом матче ганцы победили 1:0. В том же году он поехал на чемпионат мира.